# Coelocarpum haggierense
Coelocarpum haggierense là một loài thực vật có hoa trong họ Cỏ roi ngựa. Loài này được A.G.Mill. mô tả khoa học đầu tiên năm 2004.